# Жанаталапський сільський округ (Жалагаський район)
Жанатала́пський сільський округ (каз. Жаңаталап ауылдық округі, рос. Жанаталапский сельский округ) — адміністративна одиниця у складі Жалагаського району Кизилординської області Казахстану. Адміністративний центр та єдиний населений пункт — село Жанаталап.
Населення — 817 осіб (2021; 891 у 2009, 875 у 1999, 909 у 1989).
Станом на 1989 рік існувала Калінінська сільська рада (села Жана-Талап, Жана-Талап, Жана-Талап). Пізніше найбільше село Жана-Талап було перейменовано в село Макполколь, яке разом з найменшим селом Жана-Талап утворили окремий Макпалкольський сільський округ.